# Кертис F13C
Кертис F13C (енгл. Curtiss F13C) је амерички морнарички ловац. Први лет авиона је извршен 1933. године. 

Највећа брзина авиона при хоризонталном лету је износила 390 km/h.
Распон крила авиона је био 10,67 метара, а дужина трупа 7,86 метара. Био је наоружан са два синхронизована митраљеза калибра 7,62 mm.

## Наоружање
| Наоружање авиона: Кертис       |      |
| Ватрено (стрељачко) наоружање  |      |
| Топ                            |      |
| Митраљез                       |      |
| Број и ознака митраљеза        | 2    |
| Калибар                        | 7,62 |
| Бомбардерско наоружање (бомбе) |      |
| Ракетно наоружање (ракете)     |      |